# توماس جاكوبسن (لاعب هوكي الجليد)
توماس جاكوبسن (بالنرويجية البوكمول: Thomas Jacobsen)‏ هو لاعب هوكي الجليد نرويجي، ولد في 4 نوفمبر 1987 في فريدريكستاد في النرويج.

## روابط خارجية
- توماس ياكوبسن على موقع Paralympic.org (الإنجليزية)